# Округ Пајк (Мисури)
Округ Пајк (енгл. Pike County) је округ у америчкој савезној држави Мисури.

## Демографија
По попису из 2010. године број становника је 18.516, што је 165 (0,9%) становника више него 2000. године.
| Група             | 2000.          | 2010.          |
| Белци             | 16.110 (87,8%) | 16.519 (89,2%) |
| Афроамериканци    | 1.682 (9,2%)   | 1.333 (7,2%)   |
| Азијати           | 28 (0,2%)      | 43 (0,2%)      |
| Хиспаноамериканци | 295 (1,6%)     | 331 (1,8%)     |
| Укупно            | 18.351         | 18.516         |